# 金山公主 (李宪之女)
金山公主（?—?），唐朝宗室女、公主。唐睿宗李旦孙女，睿宗的长子宋王李成器（李宪）之女。
景云二年（711年），唐睿宗与突厥成议，派金山公主下嫁后突厥默啜可汗。712年，唐玄宗即位，下诏取消婚姻。 